# 国際連合安全保障理事会決議109
国際連合安全保障理事会決議109（こくさいれんごうあんぜんほしょうりじかいけつぎ109、英: United Nations Security Council Resolution 109, UNSCR109）は、1955年12月14日に国際連合安全保障理事会にて採択された決議。
理事会は総会から、アルバニア、オーストリア、ブルガリア、カンボジア、セイロン、フィンランド、ハンガリー、アイルランド、イタリア、ヨルダン、ラオス、リビア、ネパール、ポルトガル、ルーマニア、スペインの計16国の国連加盟申請を検討するよう指示され、上記のすべての国の加盟を勧告した。
決議は賛成8票・反対0票で採択されたが、ベルギー、中国、アメリカ合衆国は棄権した。